# 突击风暴2
《突击风暴2》（又译作）是一款韩国Nexon旗下Nexon GT开发長達4年、Nexon运营的第一人称射击游戏，為《突擊風暴》的正統續作。

## 歷程與發行
2008年10月29日，遊戲廠商Gami Hi宣布正開發該遊戲，並正式與CJ Internet簽訂韓國代理權的契約，預定將會在2010年冬季登場。2011年，據韓國外媒報導指出，該遊戲的研發進度相當緩慢，在遊戲廠商Gami Hi被Nexon收購後進行了改組並取消了線上遊戲《Dekaron 2》的開發。2014年7月2日，韓國外電報導《突擊風暴2》採用了Unreal Engine 3開發並將於7月24日至27日進行Alpha測試。
2016年4月14日至20日進行封測2016年5月5日，NEXON於日本宣布將在日本推出，但尚未公開測試時程。2016年7月6日《突击风暴2》在韩服开启公测。

## 性爭議

被刪除的兩名女角色，左邊的遊戲角色為「米雅」，而右邊的遊戲角色為「金智淵」

在《突擊風暴2》上線後，部分玩家拍攝了遊戲中的兩名角色「米雅」與「金智淵」的胯部、胸部等照片與影片，引發韓國社會認為這些女性遊戲角色外表過於情色的爭議，而遊戲發行商Nexon在2016年7月14日接受當地遊戲媒體採訪時，宣布要刪除這兩名女性遊戲角色的決定。遊戲官方也希望玩家能夠專注在遊戲性上，刪除了這兩名女性角色後，遊戲中仍有其他性別的角色可以使用。同月29日官方宣布《突击风暴2》将于9月29日关闭运营，也宣布將停止進軍日本市場，製作團隊會專注研發前作的研發和營運。

## 迴響
在遊戲進行封閉測試期間，吸引超過28萬人參與測試，其中的女性角色「金智淵」和「米雅」受到許多歡迎。在遊戲公開測試發布的2016年7月6日，預先註冊人數突破63萬人。韓國的媒體國際新聞認為，《鬥陣特攻》遇到了強大的新對手。